# FK Zvezda Perm
Zvezda Perm (Russisch: Звезда Пермь) is een voetbalclub uit de stad Perm in Rusland. 

## Geschiedenis
De club werd opgericht in 1932 als Krylja Sovetov Perm. Tussen 1940 en 1957 heette de stad Molotov. Vanaf 1945 speelde de club ook in de competities van de Sovjet-Unie. In 1957 nam de club de naam Zvezda Perm aan. Tussen 1945 en 1979 speelde de club met geregeld korte onderbrekingen in de tweede klasse. In 1988 keerde de club nog een laatste keer terug. Na het uiteenvallen van de Sovjet-Unie speelde de club van 1992 tot 1994 in de Russische tweede klasse. 
In 1996 werd de club ontbonden door financiële problemen. Amkar Perm werd opgericht als nieuwe grote club in de stad. Nadat deze club financiële problemen kreeg werd Zvezda nieuw leven ingeblazen in 2018 en de club mocht starten in de derde hoogste divisie dat jaar, waar ze vijfde werden. De club kreeg geen licentie voor het seizoen 2002/23.